# Pseuderanthemum chilianthium
Pseuderanthemum chilianthium är en akantusväxtart som beskrevs av Emery Clarence Leonard. Pseuderanthemum chilianthium ingår i släktet Pseuderanthemum och familjen akantusväxter. Inga underarter finns listade i Catalogue of Life.